# Conchos

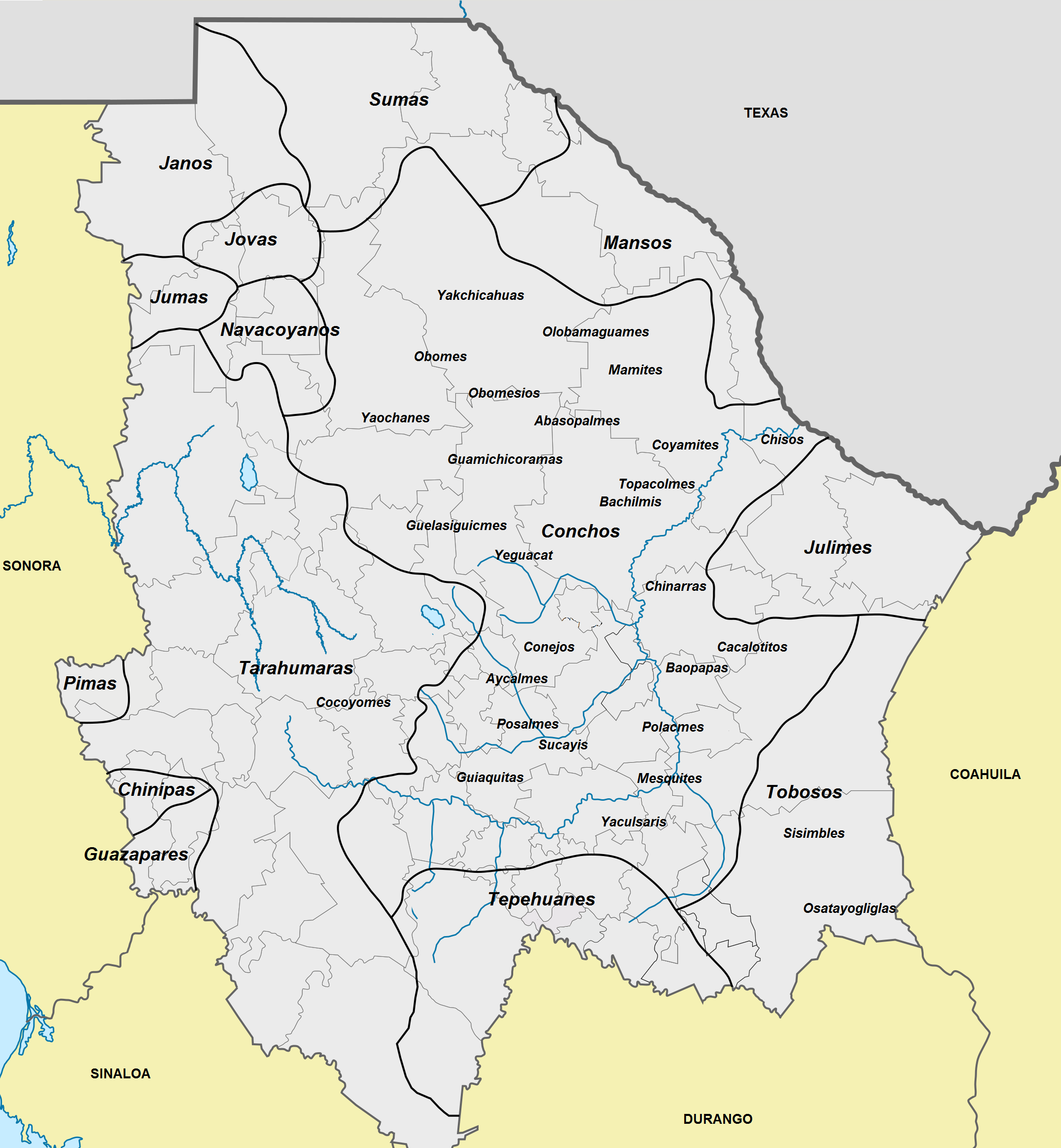
Ètnies del nord de la Chihuahua precolombina

Els conchos van ser un poble indígena del Nord de Mèxic i Sud dels Estats Units, pertanyents al tronc uto-asteca i de vida seminòmada.
Hi havia dues tribus principals: els chinarra i els Chiz, encara que també hi havia les tribus dels abasopalme, aycalme, bachilmi, baopapa, cacalotito, ochan i yeguacat.
En 1684 un cabdill dels conchos, de la tribu dels mamites declarà en el seu procés que havia estat dels "Guamichicoramas, Baopapas, Obomes, Yacchicahuas, Yaochanes, Topacolmes, Aycalmes, Polacmes, Posalmes, Cacalotitos, Mesquites, Conejos, Yeguacates, Guelasiguicmes, Guiaquitas, Abasopalmes, Olobayaguames, Bachilmis, una altra nació obome, yaculsaris, Sucayis, Coyamites, Julimes, Conchos i Mamites.

## Localització
Els indígenes conchos habitaven l'àrea de la conca del riu Conchos i fins al riu Bravo al nord de Chihuahua, des de la Sierra Madre Occidental fins a les actuals Ciudad Ojinaga, Chihuahua i Presidio, Texas. No obstant això el lloc sembla haver estat un lloc de comerç per als diversos grups de l'indret abans de l'arribada dels colonitzadors espanyols. El nom se'ls va donar perquè el riu Conchos era ric en restes de petxines i els indígenes vivien als seus marges.

## Cultura
Els conchos eren caçadors i recol·lectors, probablement relacionat culturalment amb les tribus dels coahuiltecs, els tamaulitecs i altres grups veïns del nord de Mèxic.
Els arcs van ser utilitzats per a la caça de cérvols, conills, aus i altres animals silvestres, també usaven petits paranys de caça. En el riu Concho caçaven peixos utilitzant xarxes.
Una important font d'aliment eren les figues de moro. Les dones anaven a recol·lectar nous comestibles, arrels i baies. Van ser bons experts en el coneixement de les herbes i les seves propietats curatives. La seva roba era escassa, que consistia en un davantal durant l'estiu, i a l'hivern portava una túnica de pell de conill.
El calçat d'aquesta ètnia era fet de fibres vegetals. Tatuaven i pintaven els seus cossos i rostres.
Les cases dels conchos eren barraques d'estructura de fusta i cobertes amb pells o herba. A l'interior d'aquestes barraques havien tapets teixits d'herba, on hom podia asseure's o ficar-se al llit.